# Mühlengraben (Nuthe)
Der Mühlengraben ist ein Meliorationsgraben und Zufluss der Nuthe auf der Gemarkung der Stadt Trebbin im Landkreis Teltow-Fläming in Brandenburg.

## Verlauf
Ein erster Strang beginnt auf einer landwirtschaftlich genutzten Fläche, die östlich des Trebbiner Wohnplatzes Finkenberg liegt. Von dort verläuft der Graben auf einer Länge von rund einem Kilometer parallel zum Linken Seitengraben der Nuthe und entwässert südlich der Bundesstraße 246 das erste Mal in die Nuthe. Ein zweiter Strang führt in nördlicher Richtung durch den Stadtkern, unterquert dort an der B 246 ein historisches Mühlengebäude und entwässert rund 280 m südlich des Großbeerener Grabens erneut in die Nuthe.